# Aimee Garcia
Aimee Garcia (Chicago, 28 de novembro de 1978) é uma atriz norte-americana. Ela é conhecida por pelos personagens Jamie Batista de Dexter, e Ella Lopez de Lucifer .

## Biografia
Aimee Garcia nasceu em Chicago, Illinois. Sua mãe, Eloisa, é de Pachuca, México, e se formou em odontologia na Universidade Northwestern; seu pai, Hector, é de San Juan, Porto Rico, e trabalhava para as Forças Armadas dos Estados Unidos.
Ela começou a atuar em comerciais quando era criança e participou do teatro aos sete anos de idade.  Ela cresceu em Oak Park, Illinois, onde frequentou o ensino médio na Fenwick High School. Enquanto estava na escola, fez aulas de atuação no Piven Theatre Workshop.
Garcia apareceu em peças e musicais locais durante seu tempo na Universidade Northwestern, onde se formou em economia, jornalismo e francês. Depois de se formar, deixou de atuar por um ano e financiou o trabalho de um analista de fundos mútuos no Brooklyn, em Nova York. Insatisfeita com o trabalho, ela se mudou para Los Angeles, Califórnia, por volta de 2002, para continuar sua carreira como atriz.

## Filmografia

### Filmes
| Ano  | Trabalho                              | Personagem            | Notas                          |
| ---- | ------------------------------------- | --------------------- | ------------------------------ |
| 1996 | The Homecoming                        | Jodi                  |                                |
| 2001 | Betaville                             | Ruby Derain (jovem)   |                                |
| 2002 | The Good Girl                         | Enfermeira            |                                |
| 2002 | Cadete Kelly                          | Gloria                | Filme para TV / Disney Channel |
| 2003 | Boys Life 4: Four Play                | Caitlan               | Segmento: L.T.R.               |
| 2004 | D.E.B.S.                              | Maria                 |                                |
| 2004 | Boricua                               | Lola                  |                                |
| 2004 | Spanglish                             | Narradora             | Voz                            |
| 2005 | Global Frequency                      | Aleph                 | Filme para TV                  |
| 2005 | A Lot Like Love                       | Nicole                |                                |
| 2005 | Cruel World                           | Gina                  |                                |
| 2005 | Dirty                                 | Rita                  |                                |
| 2006 | Ultra                                 | Kyra                  | Filme para TV                  |
| 2006 | The Alibi                             | Operadora             |                                |
| 2006 | Mercy Street                          | Alicia Johnson        |                                |
| 2007 | Dragon Wars                           | Brandy                |                                |
| 2007 | Graduation                            | Suzy Winters          |                                |
| 2007 | 7eventy 5ive                          | Jody Walters          |                                |
| 2008 | The More Things Change...             | Diana Carter          | Filme para TV                  |
| 2008 | Universal Signs                       | Trish                 |                                |
| 2008 | Private Valentine: Blonde & Dangerous | Cadete Vicky Castillo |                                |
| 2009 | Operating Instructions                | Megan                 | Filme para TV                  |
| 2009 | B-Girl                                | Rosie                 |                                |
| 2009 | Shrink                                | Check out Girl        |                                |
| 2010 | Beach Lane                            | Holly                 | Filme para TV                  |
| 2010 | Go for It!                            | Carmen Salgado        |                                |
| 2011 | Convincing Clooney                    | Amy                   |                                |
| 2014 | Robocop                               | Jae Kim               |                                |
| 2018 | What They Had                         | Dr. Zoe               |                                |
| 2018 | Saint Judy                            | Celi                  |                                |
| 2019 | El Chicano                            | Vanessa               |                                |
| 2019 | The Addams Family                     | Denise                | Dublagem                       |
| 2021 | Dear Evan Hansen                      | Bibliotecária         |                                |
| 2022 | Murder at Yellowstone City            | Isabel Santos         |                                |
| 2022 | Christmas With You                    | Angelina              | Filme para TV                  |
| 2023 | The Cases of Mystery Lane             | Birdie Case           | Filme para TV                  |

### Televisão
| Ano       | Trabalho                       | Personagem                 | Notas                                                        |
| --------- | ------------------------------ | -------------------------- | ------------------------------------------------------------ |
| 1999      | ER                             | Leanne Lawler              | Episódio: "Truth & Consequences"                             |
| 2001      | Resurrection Blvd.             | Sylvia                     | Episódio: "La Partida"                                       |
| 2001      | The Agency                     | Governanta de motel        | 2 episódios                                                  |
| 2001      | V.I.P.                         | Recepcionista              | Episódio: "The Uncle from V.A.L."                            |
| 2002      | Angel                          | Cynthia York               | Episódio: "Birthday"                                         |
| 2002      | American Family                | Young Nina                 | 5 episódios                                                  |
| 2002      | MDs                            | Gina Willis                | 1 episódio                                                   |
| 2002-2003 | Greetings from Tucson          | Maria Tiant                |                                                              |
| 2003-2004 | All About the Andersons        | Lydia                      |                                                              |
| 2004      | Las Vegas                      | Lizzie Posner              | Episódio: "Nevada State"                                     |
| 2005      | CSI: NY                        | Rhonda Chavez              | Episódio: "City of the Dolls"                                |
| 2006      | Lovespring International       | Sparkles                   | 1 episódio                                                   |
| 2006-2007 | George Lopez                   | Veronica Palmero           | Temporadas 5 e 6                                             |
| 2007      | CSI: Crime Scene Investigation | Melissa Gentry             | Episódio: "Big Shots"                                        |
| 2007      | Standoff                       | Tina Markovich             | Episódio: "Severance"                                        |
| 2008      | Supernatural                   | Secretary Nancy Fitzgerald | Episódio: "Jus in Bello"                                     |
| 2008      | My Boys                        | Amy                        | Episódio: "Take My Work Wife... Please"                      |
| 2008      | CSI: Miami                     | Andrea Rinell              | Episódio: "Won't Get Fueled Again"                           |
| 2009      | Gary Unmarried                 | Anna                       | Episódio: Gary and Dennis' Sister"                           |
| 2009      | Bones                          | Jennifer Keating           | Episódio: "The Science in the Physicist"                     |
| 2009-2017 | Family Guy                     | Nicole / Isabella          | Episódios: "Brian's Got a Brand New Bag" / "Dearly Deported" |
| 2009-2010 | Trauma                         | Marisa Benez               | Temporadas 1 e 2                                             |
| 2011      | Off the Map                    | Alma                       | 5 episódios                                                  |
| 2011      | Hawaii Five-0                  | Karla                      | Episódio: "Pahele"                                           |
| 2011-2013 | Dexter                         | Jamie Batista              | Temporadas 6, 7 e 8                                          |
| 2013      | Vegas                          | Yvonne                     | 14 episódios                                                 |
| 2014      | About a Boy                    | Stacy                      | Episódio: "About an Angry Ex"                                |
| 2015      | Impastor                       | Leeane                     | 2 episódios                                                  |
| 2016      | Rush Hour                      | Didi Diaz                  | 13 episódios                                                 |
| 2016-2021 | Lucifer                        | Ella Lopez                 | Temporadas de 2 á 6                                          |
| 2021      | M.O.D.O.K.                     | Jodie                      | Personagem recorrente                                        |

## Prêmios e indicações
| Ano  | Prêmio                     | Categoria                                                                 | Indicação    | Resultado | Ref.  |
| ---- | -------------------------- | ------------------------------------------------------------------------- | ------------ | --------- | ----- |
| 2007 | ALMA Awards                | Melhor Atriz Coadjuvante em Série, Minissérie ou Telefilme                | George Lopez | Indicado  | [ 5 ] |
| 2007 | Imagen Awards              | Melhor Atriz Coadjuvante em Televisão                                     | George Lopez | Indicado  | [ 6 ] |
| 2012 | Prêmio Screen Actors Guild | Melhor Elenco em Série Dramática                                          | Dexter       | Indicado  | [ 7 ] |
| 2013 | ALMA Awards                | Conquista Especial em Televisão (dividido com Lauren Vélez e David Zayas) | Dexter       | Venceu    | [ 8 ] |